# Бибеску, Георге Валентин
Князь Георге Валентин Бибеску (рум. George-Valentin Bibescu; 3 апреля 1880, Бухарест — 2 июля 1941, Бухарест) — румынский аристократ, пионер авиационной и автомобильной промышленности в Румынии. Один из первых румынских лётчиков.

## Биография
Представитель валашского боярского рода Бибеску. Внук Георгия Бибеску, господаря Валахии (1843—1848).
С юности интересовался авиацией; в 1905 году совершил полёты на воздушном шаре «Румыния», привезенном из Франции. Позже без особого успеха пытался научиться летать на аэроплане Ш. Вуазена Voisin. После демонстрационного полёта Луи Блерио в Бухаресте 18 октября 1909 года отправился в Париж, где поступил в школу Блерио, в январе 1910 года получил международную лицензию пилота № 20.
Был основателем Румынского автомобильного клуба в 1904 году, Румынского авиационного клуба в 1909 году и Национальной воздушной лиги в 1912 году. В 1911—1912 год Г. В. Бибеску занимал должность руководителя школы пилотов Бухареста. С 1920 по 1923 год — президент Румынского олимпийского комитета.
Румыния была одной из первых 6 стран мира, организовавших автомобильные гонки. В 1904 году Г. В. Бибеску выиграл автогонку Бухарест-Джурджу-Бухарест со средней часовой скоростью 66 км/ч.
В 1930—1941 годах — президент Международной авиационной федерации.
Г. В. Бибеску — основатель аэропорта Бэняса в Бухаресте.